# Nagycsőrű gém
A nagycsőrű gém (Ardea sumatrana) a madarak (Aves) osztályának gödényalakúak (Pelecaniformes) rendjébe, ezen belül a gémfélék (Ardeidae) családjába és a gémformák (Ardeinae) alcsaládjába tartozó faj.

## Előfordulása
Ausztrália, Brunei, India, Indonézia, Malajzia, Mianmar, Pápua Új-Guinea, a Fülöp-szigetek, Szingapúr, Thaiföld és Vietnám területén honos. A természetes élőhelye szubtrópusi és trópusi mangroveerdők.

## Alfajai
- Ardea sumatrana mathewsae
- Ardea sumatrana sumatrana

## Megjelenése
Testhossza 115 centiméter.